# Chloropteryx subrufescens
Chloropteryx subrufescens är en fjärilsart som beskrevs av W. Warren 1906. Chloropteryx subrufescens ingår i släktet Chloropteryx och familjen mätare. Inga underarter finns listade i Catalogue of Life.